# دو خواهر شریر
دو خواهر شریر (فرانسوی: Deux Sœurs vicieuses‎) با عنوانِ اصلیِ خواهران شیطان‌صفت (آلمانی: Die Teuflischen Schwestern) که در کشورهای انگلیسی‌زبان با نامِ خواهران سکسی پخش شد، یک فیلم اِروتیک دلهره‌آور آلمانی به کارگردانی خسوس فرانکو است که در سال ۱۹۷۷ منتشر شد.

## بازیگران
- کارین گامبیه
- پاملا استنفورد
- جک تیلور
- والتر بائومگارتنر
- اریک فالک
- ماریان گراف
- مایک مونتانا